# Anthene otacilia
Anthene otacilia är en fjärilsart som beskrevs av William Chapman Hewitson 1878. Anthene otacilia ingår i släktet Anthene och familjen juvelvingar. Inga underarter finns listade i Catalogue of Life.

## Bildgalleri

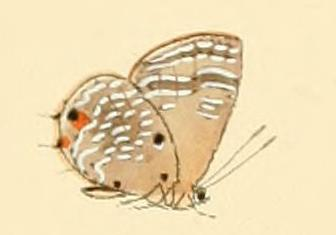